# Paris (Idaho)
Paris – miasto w Stanach Zjednoczonych, w stanie Idaho, siedziba administracyjna hrabstwa Bear Lake.